# 1718年通渭-甘谷地震
1718年通渭-甘谷地震，是指发生在1718年6月19日 （清康熙五十七年五月十五）位于甘肃省通渭县发生的里氏7.5级地震。据估计地震死亡40000余人，伤30000余人。

## 灾情
重灾区通渭、甘谷一带山崩地裂、房屋倒塌。通渭县城东北角平地陷裂，冒黄沙、黑泥，城墙倒塌，城外毛架山崩陷。官署民居倒塌殆尽。甘谷县北山南移，毁民居数千户。城西北村庄民户，牲畜全被压死。重灾区包括静宁、庄浪、秦安等10余县市。地震波及山西、宁夏、河南等省。此次地震死亡40000余人，伤30000余人。